# Marcelo Angiolo Melani
Marcelo Angiolo Melani (Firenze, 15 settembre 1938 – Pucallpa, 14 aprile 2021) è stato un vescovo cattolico e missionario italiano.

## Biografia
Marcelo Angiolo Melani nacque a Firenze il 15 settembre 1938.

### Formazione e ministero sacerdotale
Nel 1961 si laureò in giurisprudenza all'Università degli Studi di Torino.
A 23 anni entrò nella Società salesiana di San Giovanni Bosco e il 16 agosto 1962 emise la prima professione.
Il 21 marzo 1970 fu ordinato presbitero a Torino dal cardinale Michele Pellegrino. Nel 1971 venne inviato come missionario nella parte argentina della Patagonia. Trascorse i primi mesi nella scuola "Don Bosco" di Bahía Blanca. In seguito fu parroco di Esquel, nella diocesi di Comodoro Rivadavia, dal 1971 al 1974; direttore della scuola "San Luigi Gonzaga" nella stessa località dal 1974 al 1981; direttore della Casa "La Piedad" di Bahía Blanca dal 1981 al 1985; parroco della parrocchia di San Giovanni Bosco nella stessa città dal 1981 al 1988; consigliere provinciale dell'ispettoria salesiana di San Francesco Saverio di Bahía Blanca dal 1981 al 1990; direttore della missione salesiana di Junín de los Andes dal 1989 al 1990 e direttore della comunità salesiana di Bariloche, nella diocesi di Viedma, dal 1991 al 1993.

### Ministero episcopale
Il 22 luglio 1993 papa Giovanni Paolo II lo nominò vescovo coadiutore di Viedma. Ricevette l'ordinazione episcopale il 18 settembre successivo nel ginnasio municipale di Viedma dal vescovo di Viedma Miguel Esteban Hesayne, co-consacranti l'arcivescovo emerito di Bahía Blanca Jorge Mayer e il vescovo di Neuquén Agustín Roberto Radrizzani. Il 28 giugno 1995 succedette alla medesima sede.
Il 9 gennaio 2002 lo stesso pontefice lo nominò vescovo di Neuquén. Prese possesso della diocesi il 6 aprile successivo. Continuò a reggere la diocesi di Viedma come amministratore apostolico fino al 30 dello stesso mese.
Nel febbraio del 2002 e nel marzo del 2009 compì la visita ad limina.
In seno alla Conferenza episcopale argentina fu membro della commissione per la pastorale aborigena e della commissione per le migrazioni.
L'8 novembre 2011 papa Benedetto XVI accettò la sua rinuncia al governo pastorale della diocesi. Successivamente si trasferì nella comunità missionaria salesiana di Zapala e venne nominato amministratore parrocchiale della parrocchia del Sacro Cuore di Gesù. In seguito fu assegnato alla comunità salesiana di Junín de los Andes.
All'età di 81 anni seguì un corso di missiologia a Roma e nell'ambito delle celebrazione del 150º anniversario della spedizione missionaria salesiana chiese al rettor maggiore Ángel Fernández Artime di partire come missionario. Nel dicembre del 2019 partì come missionario ad vitam e l'8 dello stesso mese giunse nel vicariato apostolico di Pucallpa nell'Amazzonia peruviana. Entrò a far parte della comunità salesiana che accompagna la cattedrale dell'Immacolata Concezione, la scuola "Don Bosco" e altre due parrocchie del vicariato.
Ricoverato in un ospedale di Pucallpa dalla fine del mese di marzo per COVID-19, morì il 14 aprile 2021 all'età di 82 anni per complicazioni della malattia. Due messe di esequie furono celebrate a Pucallpa il giorno successivo. La prima venne presieduta da padre Humberto Chávez, vicario dei salesiani in Perù, mentre la seconda venne presieduta da monsignor Augusto Martín Quijano Rodríguez, vicario apostolico di Pucallpa. Come da sua volontà, fu sepolto in Perù.

## Genealogia episcopale e successione apostolica
La genealogia episcopale è:
- Cardinale Scipione Rebiba
- Cardinale Giulio Antonio Santori
- Cardinale Girolamo Bernerio, O.P.
- Arcivescovo Galeazzo Sanvitale
- Cardinale Ludovico Ludovisi
- Cardinale Luigi Caetani
- Cardinale Ulderico Carpegna
- Cardinale Paluzzo Paluzzi Altieri degli Albertoni
- Papa Benedetto XIII
- Papa Benedetto XIV
- Papa Clemente XIII
- Cardinale Bernardino Giraud
- Cardinale Alessandro Mattei
- Cardinale Pietro Francesco Galleffi
- Cardinale Giacomo Filippo Fransoni
- Cardinale Carlo Sacconi
- Cardinale Edward Henry Howard
- Cardinale Mariano Rampolla del Tindaro
- Cardinale Antonio Vico
- Arcivescovo Filippo Cortesi
- Cardinale Nicolás Fasolino
- Vescovo Manuel Marengo
- Vescovo Miguel Esteban Hesayne
- Vescovo Marcelo Angiolo Melani, S.D.B.

La successione apostolica è:
- Vescovo Esteban María Laxague, S.D.B.